# Lyssez

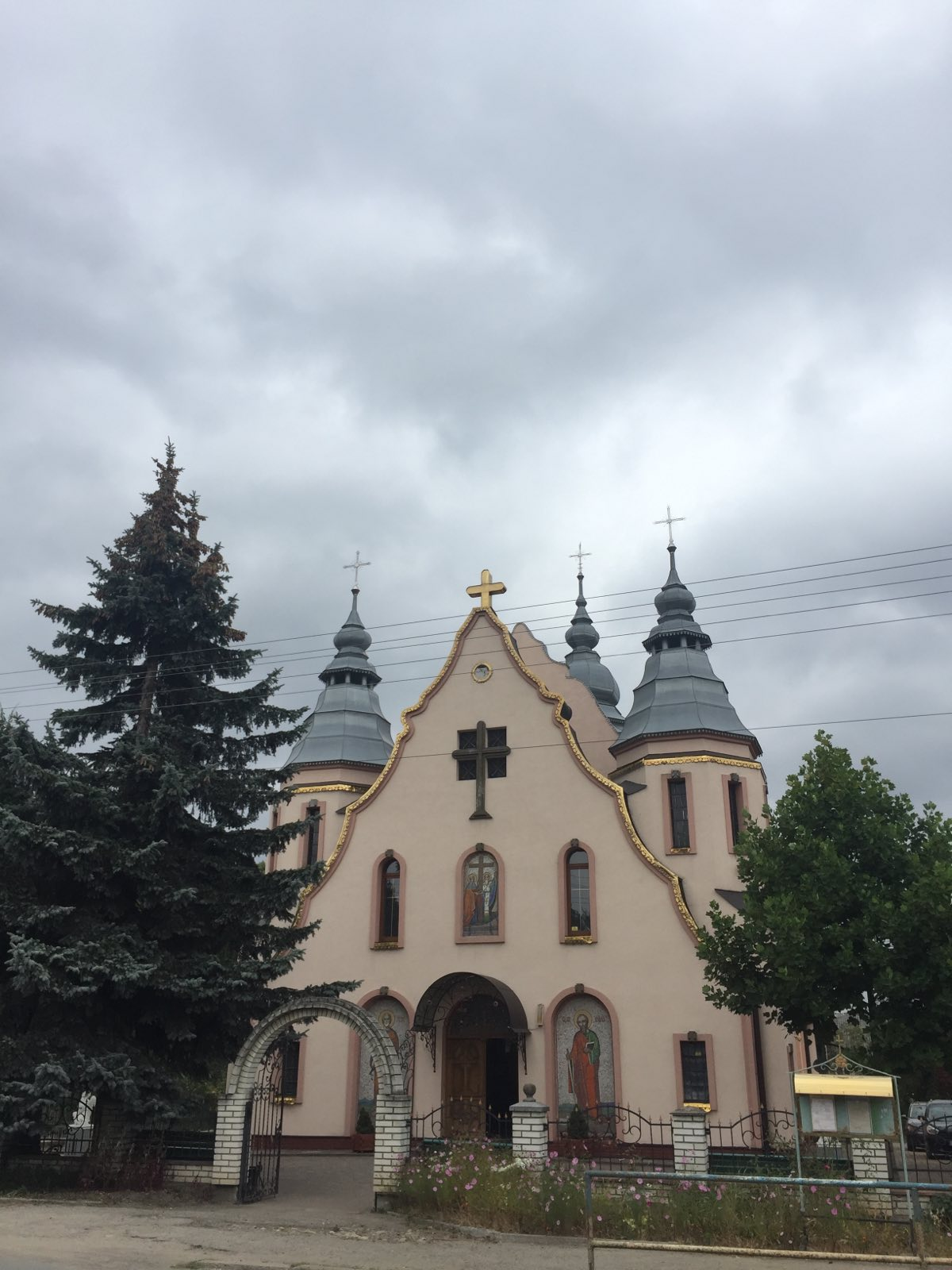
Kirche im Ort

Lyssez (ukrainisch Лисець; russisch Лисец Lissez, armenisch Լիսեց/Lisez, polnisch Łysiec) ist eine in der Westukraine liegende Siedlung städtischen Typs etwa 8 Kilometer südwestlich der Oblasthauptstadt Iwano-Frankiwsk am Fluss Bystryzja Solotwynska (Бистриця Солотвинська).
Der Ort wurde 1652 gegründet und gehörte von 1772 bis 1918 zum österreichischen Galizien.
Nach dem Ende des Ersten Weltkrieges kam er als Łysiec zu Polen und wurde im Zweiten Weltkrieg erst von der Sowjetunion und ab 1941 bis 1944 von Deutschland besetzt.
1945 kam die Stadt wiederum zur Sowjetunion, dort wurde sie Teil der Ukrainischen SSR und ist seit 1991 ein Teil der heutigen Ukraine. Seit 1940 hat Lyssez den Status einer Siedlung städtischen Typs innerhalb des Rajons Tysmenyzja.
Am 12. Juni 2020 wurde die Siedlung zusammen mit 3 umliegenden Dörfern zum Zentrum der neugegründeten Siedlungsgemeinde Lyssez (Лисецька селищна громада/Lyssezka selyschtschna hromada) im Rajon Iwano-Frankiwsk, bis dahin bildete sie die Siedlungsratsgemeinde Lyssez (Лисецька селищна рада/Lyssezka selyschtschna rada) im Rajon Tysmenyzja.
Folgende Orte sind neben dem Hauptort Lyssez Teil der Gemeinde:
| Name                     | Name          | Name                        | Name         |
| ukrainisch transkribiert | ukrainisch    | russisch                    | polnisch     |
| ------------------------ | ------------- | --------------------------- | ------------ |
| Possitsch                | Посіч         | Посеч (Possetsch)           | Posiecz      |
| Staryj Lyssez            | Старий Лисець | Старый Лисец (Stary Lissez) | Łysiec Stary |
| Stebnyk                  | Стебник       | Стебник (Stebnik)           | Stebnik      |